# Atlasz-medve
Az atlasz medve vagy berber medve (Ursus arctos crowtheri) a barnamedve egyetlen afrikai alfaja. Az Atlasz-hegységben élt, de az 1870-es években kihalt.
Az atlasz-hegységbeli medve kihalásához jelentősen hozzájárult vadászata is. Az észak-afrikai területeket megszálló rómaiak tömegesen vadászták őket, vagy élve befogták, hogy aztán gladiátor-játékokon lemészárolhassák őket. A rómaiakkal kereskedelmi kapcsolatban álló berber törzsek is külön specializálódtak a medve befogására, hogy aztán pénzért tovább adják őket.
A marseille-i állatkertnek volt egy fogságban tartott atlaszi példánya 1830-ban. Az utolsó élő példányról szóló hiteles jelentés 1844-ből származik. A medvefajról a Marokkót gyarmatosító franciák még adtak jelentést az 1870-es években, s miután nem jött több észlelés az atlasz-medvét kihalt fajjá nyilvánították.
Vannak ugyan különböző hírek és álhírek, hogy a medve a hegység nehezen megközelíthető részein még él, illetve egyesek a nandi medvét az atlaszi alfajának tartják, de ennek létezése valószínűtlen.

## Tulajdonságai
Marokkótól Líbiáig elterjedt volt. Szőrzete barnás-fekete volt, de összehasonlítva az európai és amerikai medvékkel nem volt túl hosszú a melegebb éghajlat következtében. Külső fizikai tulajdonságai leginkább a ma is élő, Spanyolországban honos, cantabriai medvével rokoníthatók. Karmai 100–130 mm-re nőttek. Kevésbé folytatott ragadozó életmódot, főbb táplálékai között mogyoró, makk és gyökerek is voltak. Átlagos testsúlya fél tonna volt.

## Az Atlasz-hegység más kihalt nagyragadozói
- Berber oroszlán
- Berber leopárd